# Matriz de Lehmer
- Datos: Q6518931

En matemáticas, la matriz de Lehmer, (nombrada en honor al matemático estadounidense Derrick Henry Lehmer), es la matriz simétrica definida por la siguiente regla
{\displaystyle A_{ij}=\left\{{\begin{matrix}i/j,j\geq i\\j/i,j<i\end{matrix}}\right.}
O, de forma simplificada
{\displaystyle A_{ij}={\frac {{\text{min}}(i,j)}{{\text{max}}(i,j)}}}

## Propiedades
- Una matriz de Lehmer con orden {\textstyle n} tiene traza {\textstyle n}
- Al ser simétrica, se cumple  {\displaystyle A_{ij}=A_{ji}}
- Todos sus autovalores son positivos, por lo que es una matriz definida positiva. Esto garantiza que cualquier producto cuadrático con esta matriz sea positivo.

## Ejemplos
Las matrices de Lehmer {\displaystyle (2\times 2,3\times 3,\cdots ,6\times 6)} con sus inversas se muestran abajo.
{\displaystyle {\text{A}}_{2}=\left({\begin{array}{cc}1&{\frac {1}{2}}\\{\frac {1}{2}}&1\\\end{array}}\right)}; {\displaystyle {\text{A}}_{2}^{-1}=\left({\begin{array}{cc}{\frac {4}{3}}&-{\frac {2}{3}}\\-{\frac {2}{3}}&{\frac {4}{3}}\\\end{array}}\right)}
{\displaystyle {\text{A}}_{3}=\left({\begin{array}{ccc}1&{\frac {1}{2}}&{\frac {1}{3}}\\{\frac {1}{2}}&1&{\frac {2}{3}}\\{\frac {1}{3}}&{\frac {2}{3}}&1\\\end{array}}\right)}; {\displaystyle {\text{A}}_{3}^{-1}=\left({\begin{array}{ccc}{\frac {4}{3}}&-{\frac {2}{3}}&0\\-{\frac {2}{3}}&{\frac {32}{15}}&-{\frac {6}{5}}\\0&-{\frac {6}{5}}&{\frac {9}{5}}\\\end{array}}\right)}
{\displaystyle {\text{A}}_{4}=\left({\begin{array}{cccc}1&{\frac {1}{2}}&{\frac {1}{3}}&{\frac {1}{4}}\\{\frac {1}{2}}&1&{\frac {2}{3}}&{\frac {1}{2}}\\{\frac {1}{3}}&{\frac {2}{3}}&1&{\frac {3}{4}}\\{\frac {1}{4}}&{\frac {1}{2}}&{\frac {3}{4}}&1\\\end{array}}\right)}; {\displaystyle {\text{A}}_{4}^{-1}=\left({\begin{array}{cccc}{\frac {4}{3}}&-{\frac {2}{3}}&0&0\\-{\frac {2}{3}}&{\frac {32}{15}}&-{\frac {6}{5}}&0\\0&-{\frac {6}{5}}&{\frac {108}{35}}&-{\frac {12}{7}}\\0&0&-{\frac {12}{7}}&{\frac {16}{7}}\\\end{array}}\right)}
{\displaystyle {\text{A}}_{5}=\left({\begin{array}{ccccc}1&{\frac {1}{2}}&{\frac {1}{3}}&{\frac {1}{4}}&{\frac {1}{5}}\\{\frac {1}{2}}&1&{\frac {2}{3}}&{\frac {1}{2}}&{\frac {2}{5}}\\{\frac {1}{3}}&{\frac {2}{3}}&1&{\frac {3}{4}}&{\frac {3}{5}}\\{\frac {1}{4}}&{\frac {1}{2}}&{\frac {3}{4}}&1&{\frac {4}{5}}\\{\frac {1}{5}}&{\frac {2}{5}}&{\frac {3}{5}}&{\frac {4}{5}}&1\\\end{array}}\right)}; {\displaystyle {\text{A}}_{5}^{-1}=\left({\begin{array}{ccccc}{\frac {4}{3}}&-{\frac {2}{3}}&0&0&0\\-{\frac {2}{3}}&{\frac {32}{15}}&-{\frac {6}{5}}&0&0\\0&-{\frac {6}{5}}&{\frac {108}{35}}&-{\frac {12}{7}}&0\\0&0&-{\frac {12}{7}}&{\frac {256}{63}}&-{\frac {20}{9}}\\0&0&0&-{\frac {20}{9}}&{\frac {25}{9}}\\\end{array}}\right)}
{\displaystyle {\text{A}}_{6}=\left({\begin{array}{cccccc}1&{\frac {1}{2}}&{\frac {1}{3}}&{\frac {1}{4}}&{\frac {1}{5}}&{\frac {1}{6}}\\{\frac {1}{2}}&1&{\frac {2}{3}}&{\frac {1}{2}}&{\frac {2}{5}}&{\frac {1}{3}}\\{\frac {1}{3}}&{\frac {2}{3}}&1&{\frac {3}{4}}&{\frac {3}{5}}&{\frac {1}{2}}\\{\frac {1}{4}}&{\frac {1}{2}}&{\frac {3}{4}}&1&{\frac {4}{5}}&{\frac {2}{3}}\\{\frac {1}{5}}&{\frac {2}{5}}&{\frac {3}{5}}&{\frac {4}{5}}&1&{\frac {5}{6}}\\{\frac {1}{6}}&{\frac {1}{3}}&{\frac {1}{2}}&{\frac {2}{3}}&{\frac {5}{6}}&1\\\end{array}}\right)}; {\displaystyle {\text{A}}_{6}^{-1}=\left({\begin{array}{cccccc}{\frac {4}{3}}&-{\frac {2}{3}}&0&0&0&0\\-{\frac {2}{3}}&{\frac {32}{15}}&-{\frac {6}{5}}&0&0&0\\0&-{\frac {6}{5}}&{\frac {108}{35}}&-{\frac {12}{7}}&0&0\\0&0&-{\frac {12}{7}}&{\frac {256}{63}}&-{\frac {20}{9}}&0\\0&0&0&-{\frac {20}{9}}&{\frac {500}{99}}&-{\frac {30}{11}}\\0&0&0&0&-{\frac {30}{11}}&{\frac {36}{11}}\\\end{array}}\right)}